# Mount Evans Hill Climb
Le Mount Evans Hill Climb, officiellement le Bob Cook Memorial Mount Evans Hill Climb est une course cycliste sur route américaine disputée sur le mont Evans, près d'Idaho Springs dans le Colorado. La première édition date de 1962. Elle est organisée chaque année depuis cette date, à l'exception de trois années où elle est annulée. En 1981, elle est rebaptisée en l'honneur du quintuple vainqueur de la course Bob Cook, qui est mort d'un cancer à l'âge de 23 ans. La course est longue de 44,1 kilomètres.

## Histoire
L'épreuve se déroule sur la plus haute route des États-Unis. Le départ est donné à une altitude de 2 298 mètres et l'arrivée est située à 4 306 mètres (soit 500 mètres en dessous du sommet du mont Blanc), 39 mètres en dessous du sommet du mont Evans. En raison de l'altitude, l'événement est parfois marqué par des intempéries.
Au fil des ans, la course a attiré des coureurs professionnels importants. Les coureurs viennent de tous les États-Unis. Lors de certaines éditions, des coureurs venant de France, de Suisse, d'Allemagne et d'Australie étaient au départ. La tranche d'âge des participants est de neuf à quatre-vingt-cinq ans. La course est également soutenue par des bénévoles de la communauté cycliste du Colorado qui aident à la tenue de l'épreuve. L'événement comprend des catégories pour tous les niveaux de compétition. Entre six cents et mille coureurs se disputent chaque année un certain nombre de catégories.

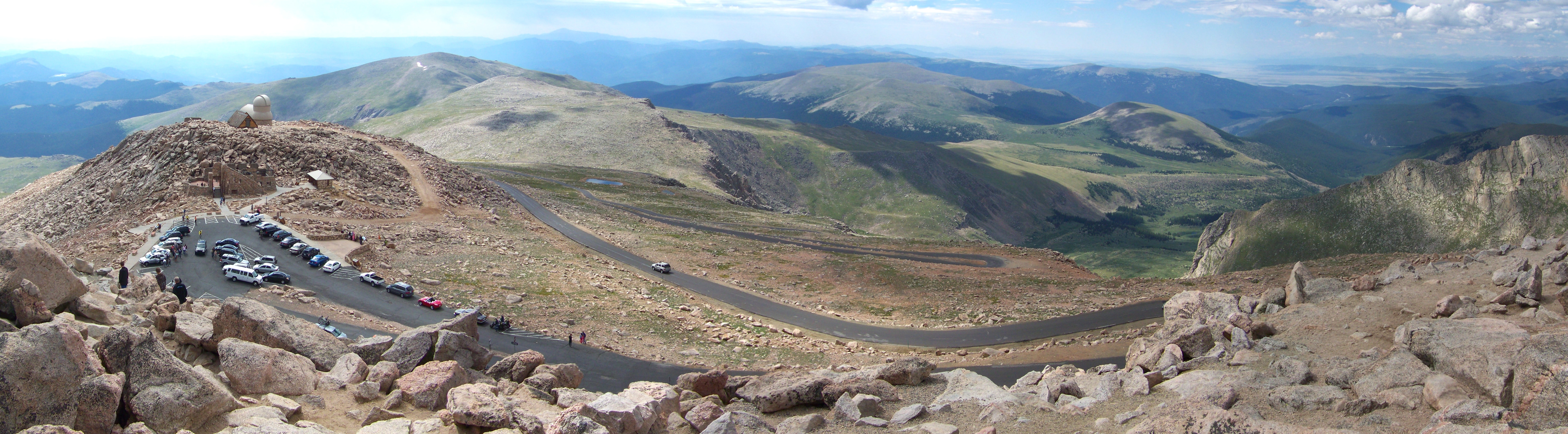
Vue du mont Evans.

## Annulation
La course a été annulée à trois reprises : deux fois en raison de la neige et une fois car le directeur de course était à Atlanta aux Jeux olympiques d'été de 1996.

## Record
Bob Cook détient le record du parcours de 1975 à 1980. Les trois premières années, il réalise le record alors qu'il fait encore partie de la catégorie des juniors. Le record actuel pour les hommes est détenu par Tom Danielson depuis 2004 avec un temps de 1 heure 41 minutes et 20 secondes. Le record féminin est détenu par Jeannie Longo en 1 heure 59 minutes et 19 secondes.
| Année | Coureuse                     | Temps           |
| ----- | ---------------------------- | --------------- |
| 1962  | Stuart Baillie/Adolph Weller | 2 h 28 min      |
| 1963  | Stuart Baillie               | 2 h 24 min      |
| 1964  | Stuart Baillie               | 2 h 08 min 07 s |
| 1965  | Michael Hiltner              | 2 h 09 min 55 s |
| 1966  | Stuart Baillie               | 2 h 14 min      |
| 1967  | [ note 2 ]                   | [ note 2 ]      |
| 1968  | Mike Dennis                  | N/A             |
| 1969  | Stan Justice                 | 2 h 19 min 23 s |
| 1970  | Kalman Halasi                | 2 h 22 min 49 s |
| 1971  | Kalman Halasi                | 2 h 14 min 35 s |
| 1972  | Bob Poling                   | 2 h 11 min 41 s |
| 1973  | Jack Janelle                 | 2 h 05 min 32 s |
| 1974  | Jack Janelle                 | 2 h 05 min 09 s |
| 1975  | Bob Cook                     | 2 h 02 min 55 s |
| 1976  | Bob Cook                     | 1 h 57 min 50 s |
| 1977  | Bob Cook                     | 1 h 55 min 43 s |
| 1978  | Bob Cook                     | 1 h 54 min 27 s |
| 1979  | [ note 3 ]                   | [ note 3 ]      |
| 1980  | Bob Cook                     | 1 h 54 min 55 s |
| 1981  | Alexi Grewal                 | 1 h 57 min 36 s |
| 1982  | Don Spence                   | 1 h 58 min 12 s |
| 1983  | Todd Gogulski                | 1 h 53 min 43 s |
| 1984  | Alexi Grewal                 | 1 h 47 min 51 s |
| 1985  | Ned Overend                  | 1 h 49 min 53 s |
| 1986  | Ned Overend                  | 1 h 49 min 22 s |
| 1987  | Todd Gogulski                | 1 h 54 min 07 s |
| 1988  | Tom Resh                     | 1 h 51 min 56 s |
| 1989  | [ note 3 ]                   | [ note 3 ]      |
| 1990  | Alexi Grewal                 | 1 h 46 min 29 s |
| 1991  | Mike Engleman                | 1 h 51 min 41 s |
| 1992  | Mike Engleman                | 1 h 45 min 30 s |
| 1993  | Mike Engleman                | 1 h 56 min 57 s |
| 1994  | Mike Engleman                | 1 h 50 min 35 s |
| 1995  | Mike Engleman                | 1 h 46 min 32 s |
| 1996  | [ note 5 ]                   | [ note 5 ]      |
| 1997  | Jonathan Vaughters           | 1 h 53 min 54 s |
| 1998  | Scott Moninger               | 1 h 52 min 16 s |
| 1999  | Jonathan Vaughters           |                 |
| 2000  | Scott Moninger               | 1 h 49 min 42 s |
| 2001  | Scott Moninger               | 1 h 46 min 56 s |
| 2002  | Scott Moninger               | 1 h 50 min 20 s |
| 2003  | Jonathan Vaughters           | 1 h 49 min 29 s |
| 2004  | Tom Danielson                | 1 h 41 min 20 s |
| 2005  | Scott Moninger               | 1 h 52 min 50 s |
| 2006  | Scott Moninger               | 1 h 49 min 52 s |
| 2007  | Tom Danielson                | 1 h 43 min 04 s |
| 2008  | Kevin Nicol                  | 1 h 53 min 21 s |
| 2009  | Tom Danielson                | 1 h 42 min 09 s |
| 2010  | Peter Stetina                | 1 h 50 min 20 s |
| 2011  | LeRoy Popowski               | 1 h 57 min 36 s |
| 2012  | LeRoy Popowski               | 1 h 51 min 02 s |
| 2013  | Christopher Carr             | 1 h 57 min 16 s |
| 2014  | Fortunato Ferrara            | 1 h 51 min 22 s |
| 2015  | Lachlan Morton               | 1 h 48 min 05 s |
| 2016  | Chris Butler                 | 1 h 50 min 19 s |
| 2017  | Chad Haga                    | 1 h 43 min 39 s |
| 2018  | Gregory Daniel               | 1 h 49 min 52 s |
| 2019  | Keegan Swirbul               | 1 h 43 min 52 s |

| Année | Coureuse             | Temps           |
| ----- | -------------------- | --------------- |
| 1976  | Robin Deily          | 2 h 44 min 58 s |
| 1977  | [ note 2 ]           | [ note 2 ]      |
| 1978  | Margaret Nettles     | 1 h 18 min 44 s |
| 1979  | [ note 3 ]           | [ note 3 ]      |
| 1980  | Margaret Nettles     | 2 h 41 min 10 s |
| 1981  | Martha Stafford      | 2 h 29 min 54 s |
| 1982  | Jan DeYoung          | 2 h 28 min 33 s |
| 1983  | Ann Chernoff         | 2 h 24 min 37 s |
| 1984  | Denise Yamagishi     | 2 h 23 min 45 s |
| 1985  | Barb Dolan           | 2 h 15 min 58 s |
| 1986  | Catherine Porter     | 2 h 22 min 58 s |
| 1987  | Vanessa Brines       | 2 h 26 min 03 s |
| 1988  | Darien Raistrick     | 2 h 19 min 46 s |
| 1989  | [ note 3 ]           | [ note 3 ]      |
| 1990  | Darien Raistrick     | 2 h 13 min 59 s |
| 1991  | Darien Raistrick     | 2 h 23 min 10 s |
| 1992  | Linda Brenneman      | 2 h 15 min 24 s |
| 1993  | Janice Bolland       | 2 h 32 min 21 s |
| 1994  | Eve Stephenson       | 2 h 25 min 43 s |
| 1995  | Linda Jackson        | 2 h 13 min 28 s |
| 1996  | [ note 5 ]           | [ note 5 ]      |
| 1997  | Julie Hudetz         | 2 h 18 min 22 s |
| 1998  | Jeannie Longo        | 1 h 59 min 19 s |
| 1999  | Emily Robbins        | 2 h 09 min 58 s |
| 2000  | Kimberly Bruckner    | 2 h 09 min 00 s |
| 2001  | Karen Bockel         | 2 h 22 min 15 s |
| 2002  | Kimberly Bruckner    | 2 h 05 min 31 s |
| 2003  | Allison Lusby        | 2 h 09 min 29 s |
| 2004  | Ann Trombley (en)    | 2 h 19 min 03 s |
| 2005  | Mara Abbott          | 2 h 20 min 10 s |
| 2006  | Mara Abbott          | 2 h 11 min 55 s |
| 2007  | Michelle Steiner     | 2 h 22 min 04 s |
| 2008  | Jeannie Longo        | 2 h 10 min 10 s |
| 2009  | Jennifer Slawta      | 2 h 15 min 58 s |
| 2010  | Tammy Jacques-Grewal | 2 h 15 min 07 s |
| 2011  | Tammy Jacques-Grewal | 2 h 13 min 24 s |
| 2012  | Tammy Jacques-Grewal | 2 h 08 min 08 s |
| 2013  | Annie Toth           | 2 h 19 min 30 s |
| 2014  | Mara Abbott          | 2 h 14 min 12 s |
| 2015  | Mara Abbott          | 2 h 19 min 16 s |
| 2016  | Annie Toth           | 2 h 17 min 40 s |
| 2017  | Mara Abbott          | 2 h 16 min 35 s |
| 2018  | Flávia Oliveira      | 2 h 16 min 26 s |
| 2019  | Annie Toth           | 2 h 16 min 05 s |